# Barnaul
Barnaul (ruski: Барнаул) je grad u Rusiji. 
To je glavni grad Altajskoga kraja. Ima više od 600,000 stanovnika, ujedno je i najveći grad toga područja. Barnaul leži na rijeci Ob, petoj najdužoj rijeci na svijetu. Granica s Kazahstanom nalazi se oko 100 kilometara zapadno od grada.

## Povijest
Barnaul je jedan od najstarijih gradova u Sibiru. Osnovan je 1730., kao kozačka tvrđava i godinu dana kasnije postao je grad. Rastao je zahvaljujući rudarstvu, jer u i oko grada bilo je jako puno srebra. Kasnije je Katarina Velika nacionalizirala rudnike.
Od početka 20. stoljeća, Barnaul je također važan kao trgovačko središte. Godine 1902., otvoren je trgovački put kroz Altajsko gorje do Mongolije. Godine 1915., gospodarstvo je dobilo zamah, kada je grad spojen na željeznicu Turkestan - Sibir i tako dobio vezu s Transibirskom željeznicom i središnjom Azijom.
Godine 1917., veliki dio grada uništio je veliki požar. Nakon požara, grad je ponovno izgrađen s mnogo zelenih površina.
U komunističko doba, grad je brzo rastao te je sagrađeno puno zgrada u sovjetskom stilu. Nakon gospodarske krize sredinom 1990-ih razvilo se gospodarstvo i građevinarstvo.
Barnaul ima oko 10% stanovništa njemačkog podrijetla. Podrijetlo datira iz vremena Katarine Velike, kada su ljudi iz Njemačke privučeni, da se nasele u ovoj regiji. Mnogo kasnije, tijekom staljinističkog razdoblja, mnogi ruski Nijemci bili su prisiljeni, da se nasele u ovoj regiji. Zbog ove činjenice Barnaul ima poseban odnos s Njemačkom. Svi gradski autobusi kupljeni su iz Njemačke.